# Butes (hijo de Pandión)
En la mitología griega, Butes (en griego Βούτης, Boútēs), era un hijo de Pandión y hermano de Erecteo.
En la Biblioteca mitológica se nos dice que Pandión se casó con Zeuxipe, hermana de su madre, y tuvo dos hijas, Procne y Filomela, e hijos gemelos, Erecteo y Butes. Al morir Pandión, sus hijos se repartieron la herencia paterna. Erecteo obtuvo el reino, y Butes los sacerdocios de Poseidón Erecteo y de Atenea. No obstante Butes se desposó con Ctonia, hija de Erecteo.
Pausanias nos dice que en la Acrópolis de Atenas hay también un edificio llamado Erecteo: delante de la entrada está el altar de Zeus Hípato, donde no sacrifican a ningún ser vivo, pero depositan pasteles y no tienen costumbre de utilizar ni siquiera vino. Al entrar hay unos altares, uno de Poseidón, sobre el que también hacen sacrificios a Erecteo, según un oráculo, otro del héroe Butes, y un tercero de Hefesto. Hay sobre las paredes pinturas de la familia de los Bútadas, y —el edificio es de dos piezas— dentro hay agua de mar en un pozo.